# لنز مینولتا ای‌اف ۲۴–۱۰۵میلی‌متر اف/۳٫۵–۴٫۵
لنز مینولتا ای‌اف ۲۴-۱۰۵میلی‌متر اف/۳٫۵-۴٫۵ (به انگلیسی: Minolta AF 24-105mm f/3.5-4.5 lens) نام لنز دوربین عکاسی از نوع زوم است که توسط شرکت مینولتا، سونی تولید می‌شود. فاصلهٔ کانونی این لنز ۲۴ تا ۱۰۵ میلی‌متر، دیافراگم آن دارای ۷ تیغه و ضریب اف آن اف ۳٫۵ تا ۴٫۵ است. این لنز در ۱۹آوریل ۹۱ میلادی تولید و عرضه شده‌است.